# アンマ
アンマ（Amma）は、西アフリカのドゴン族に伝わる創造神。
天空神でもある。
アンマは世界を創造する時、はじめに二つの白い壷を創り、一方には赤い銅を螺旋に巻いて太陽とし、もう一方には白い銅を螺旋に巻いて月とした。次にアンマは虚空に土の玉を投げ、星々を創った。そして、やはり土から大地を創造した。
大地は女であり、白蟻の巣が彼女の子宮、蟻塚が彼女の陰核だった。アンマは、「自分は男だ」と主張する大地から蟻塚を切り離して交わった。しかし、そこから誕生したのは混沌のキツネユルグだった。
そこでアンマは再び大地と交わり、今度こそ理想的な存在、双子の大精霊ノンモを誕生させた。
後にアンマはノンモに創造の完了を委ねて天の奥に退き、人間との接触を断ったという。